# Monténégro aux Jeux olympiques d'été de 2016
Le Monténégro participe aux Jeux olympiques d'été de 2016 à Rio de Janeiro au Brésil du 5 août au 21 août. Il s'agit de sa 3e participation à des Jeux d'été.

## Athlétisme

### Hommes

#### Concours
| Athlètes        | Compétitions     | Série    | Série | Finale   | Finale  |
| Athlètes        | Compétitions     | Résultat | Rang  | Résultat | Rang    |
| --------------- | ---------------- | -------- | ----- | -------- | ------- |
| Danijel Furtula | Lancer du disque | NM       | /     | Éliminé  | Éliminé |

### Femmes

#### Course
| Athlètes          | Compétitions | Série | Série | Demi-finales | Demi-finales | Finale | Finale |
| Athlètes          | Compétitions | Temps | Rang  | Temps        | Rang         | Temps  | Rang   |
| ----------------- | ------------ | ----- | ----- | ------------ | ------------ | ------ | ------ |
| Sladana Perunovic | Marathon     | NC    | NC    | NC           | NC           | DNF    | /      |

## Handball

### Tournoi féminin
L'équipe du Monténégro de handball féminin se qualifie pour les Jeux en terminant deuxième du tournoi mondial 2 de qualification olympique 2016. L'équipe est éliminée à l'issue de la phase de poule après avoir été battue lors des 5 matchs disputés.

## Water-polo

### Tournoi masculin
L'équipe du Monténégro de water-polo masculin se qualifie pour les Jeux en atteignant la finale du Championnat d'Europe de water-polo masculin 2016.